# Stazione di Soncino
La stazione di Soncino era un impianto della linea ferroviaria Cremona-Iseo della Società Nazionale Ferrovie e Tramvie, attivata per tratte a partire dal 1911 e soppressa nel 1956, che serviva l'omonimo Comune.

## Storia

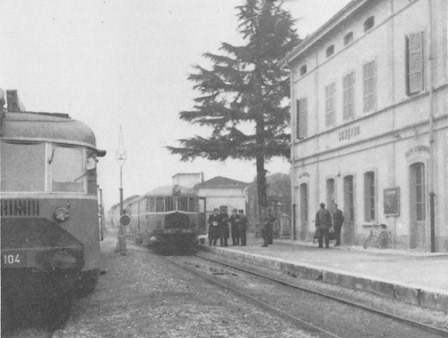
La stazione nel 1956

La stazione fu aperta nel 1914, come capolinea della breve linea per Soresina, primo tronco della ferrovia Cremona-Iseo. L'impianto era gestito dalla Società Nazionale Ferrovie e Tramvie (SNFT), concessionaria della linea.
Nel 1932 fu attivato il tronco da Soncino a Rovato, passante per Orzinuovi e Castrezzato, che completava la direttrice.
In conseguenza del mutato clima politico del secondo dopoguerra, non favorevole agli investimenti nel trasporto su rotaia, per poter accedere ai finanziamenti statali la società esercente si vide costretta a sopprimere la linea nel 1956.
L'ex fabbricato viaggiatori venne in seguito trasformato a scopo residenziale, mentre l'ampio piazzale ferroviario venne utilizzato come rimessa degli autobus SNFT.

## Strutture e impianti
Il piazzale ferroviario contava tre binari adibiti al servizio passeggeri; vi erano un magazzino merci con piano caricatore ed una rimessa locomotive a due binari.

## Interscambi
La stazione si trovava a poca distanza dalla stazione capilinea delle tre tranvie interurbane per Bergamo, per Brescia e per Lodi, alla quale era raccordata.